# El monstruo de las ramblas
Vs. El Monstruo de Las Ramblas es el álbum debut de la banda española de Hip hop llamada Facto delafé y las flores azules.
El 17 de julio de 2007 se reedita el primer disco de Facto Delafé y Las Flores Azules, "Vs. el Monstruo de Las Ramblas", bajo la distribución del sello Warner Music Spain que incluye 3 temas compuestos por encargo para las película Yo soy La Juani de Bigas Luna: "La Juani", "Pasan Las Luces" y "Luces Blancas Aves".

## Lista de canciones
1. "Crema solar"
2. "Enero en la playa"
3. "El monstruo de las Ramblas"
4. "Mar el poder del mar" Videoclip, Making-off, Spot "Ya es primavera" de El Corte Inglés
5. "Mediterráneo"
6. "Lametavolante"
7. "1"
8. "Fuzz"
9. "Mama's"
10. "La fuerza" Videoclip
11. "After sun"

Temas añadidos en la reedición:
1. "La Juani" Videoclip
2. "Pasan Las Luces"
3. "Luces Blancas Aves"

## Créditos
Ingeniero de Mastering: Álvaro Balañá (Impact Mastering Labs).

## Miscelánea
- La canción "Mar el poder del mar" fue elegida en mayo de 2004 como canción del mes en el programa Disco Grande de Radio 3.
- El álbum debut fue votado por los oyentes en enero de 2005 como mejor maqueta de 2004 en el programa Disco Grande de Radio 3.
- El videoclip de "Mar el poder del mar" (grabado el 2 de noviembre de 2005) ganó en el año 2006 el primer premio de la DIBA (Asociación de Discográficas Independientes). También fue finalista del Festival de cine de Málaga, y segundo premio al mejor videoclip de la revista Rock de Lux.
- Incluye tres temas compuestos por encargo para la banda sonora original de la película Yo soy la Juani de Bigas Luna: "La Juani", "Pasan Las Luces" y "Luces Blancas Aves".
- La canción "Mar el poder del mar" fue utilizada en la conocida campaña de publicidad "Ya es primavera" de El Corte Inglés del año 2008 .

- Datos: Q5825807